# Ksienija Stroiłowa
Ksienija Igoriewna Stroiłowa (ros. Ксения Игоревна Строилова; ur. 1992) – kazachska narciarka alpejska, dwukrotna brązowa medalistka zimowych igrzysk azjatyckich (2011).
W 2011 roku zdobyła dwa brązowe medale igrzysk azjatyckich w Ałmaty – w superkombinacji i zjeździe. W supergigancie zajęła czwartą pozycję.